# Anthracobunidae
Los antracobúnidos (Anthracobunidae) son una familia extinta de perisodáctilos primitivos que vivieron en la primera época del Eoceno medio. Fueron considerados originalmente como una familia parafilética de proboscídeos primitivos La familia fue considerada como posibles ancestros de los Moeritheriidae más tardíos a los que se asemejan en el tamaño y morfología de los dientes de la mejilla pero carecen de sus característicos colmillos. Se conocen solamente restos fragmentarios (principalmente dientes) de depósitos del Eoceno de la parte noroeste del subcontinente indio.  Se piensa que esta familia puede ser ancestro de los Moeritheriidae y los desmostilios. Wells y Gingerich (1983) propusieron que la familia puede también ser ancestral con respecto a los Sirenia, si bien es materia de controversia.
Los fósiles más recientemente descubiertos con mandíbulas y dientes bien preservados indican que estos animales eran en realidad perisodáctilos, por tanto más emparentados con los actuales caballos, rinocerontes y tapires. Estos animales eran probablemente anfibios y vivieron en ambientes pantanosos. Eran relativamente pequeños y se sugiere que muchos de estos se alimentaban de vegetación terrestre, pero vivían cerca del agua.